# شرکت مسئولیت محدود
شرکت مسئولیت محدود (انگلیسی: Limited liability company) یا ال‌ال‌سی (به انگلیسی: LLC) در قانون ایالات متحده آمریکا شکلی از شرکت خصوصی محدود است. این ساختار تجارت، مالیات‌گیری از شراکت یا موسسه انفرادی را با مسئولیت محدود شرکت ممکن می‌کند. یک ال‌ال‌سی تحت قانون آمریکا، ابرشرکت محسوب نمی‌شود بلکه تنها شکلی قانونی است. در موارد خاص سازمان‌های غیرانتفاعی می‌توانند تحت ال‌ال‌سی فعالیت کنند. در برخی ایالت‌های آمریکا مثل تگزاس شرکت‌هایی که خدمات مراقبت سلامت و حقوقی می‌دهند نمی‌توانند برای ال‌ال‌سی ثبت نام کنند و باید تحت پی‌ال‌ال‌سی یا مسئولیت محدود حرفه‌ای فعالیت کنند.
شرکت مسئولیت محدود همچنین در قانون تجارت ایران تعریف شده است.

## تاریخچه
اولین ایالتی که قانونی را برای ایجاد شرکت‌های با مسئولیت محدود وضع کرد، ایالت وایومینگ در سال ۱۹۷۷ بود. این قانون پروژه ای از شرکت نفت برادران همیلتون بود که به دنبال سازماندهی تجارت خود در ایالات متحده با مسئولیت و مزایای مالیاتی مشابه آنچه در پاناما به دست آورده بود، بودند.

## تعریف شرکت مسئولیت محدود در قانون تجارت ایران
در مادهٔ ۹۴ قانون تجارت ایران اینگونه تعریف شده‌است:
شرکت با مسئولیت محدود شرکتی است که بین دو یا چند نفر برای امور تجارتی تشکیل شده و هر یک از شرکاء بدون اینکه سرمایه به‌سهام یا قطعات سهام تقسیم شده باشد - فقط تا میزان سرمایه خود در شرکت مسئول قروض و تعهدات شرکت است.

## ویژگی‌ها
1. شرکت با مسئولیت محدود در ایران تنها با حداقل دو شریک قابل ثبت است[۴]
2. هر گونه نقل و انتقال سهام آن تنها از طریق دفتر اسناد رسمی امکان‌پذیر است.[۵]
3. در اسم شرکت باید حتماً عبارت «با مسئولیت محدود» آورده شود در غیر اینصورت در مقابل شخص ثالث مثل قوانین شرکت تضامنی با آن برخورد می‌شود.[۶]
4. هر کدام از شریکان بر اساس سهمی که در شرکت دارند، از حق رای برخوردار می‌باشند. البته می‌توان در اساسنامه حق رای‌ها را تغییر داد.[۷]
5. بر خلاف دیگر انواع شرکتها، حداقل و حداکثر میزانی برای سرمایه شرکت با مسئولیت محدود وجود ندارد.[۸]